# Lípa u kostela (Kostelní Bříza)

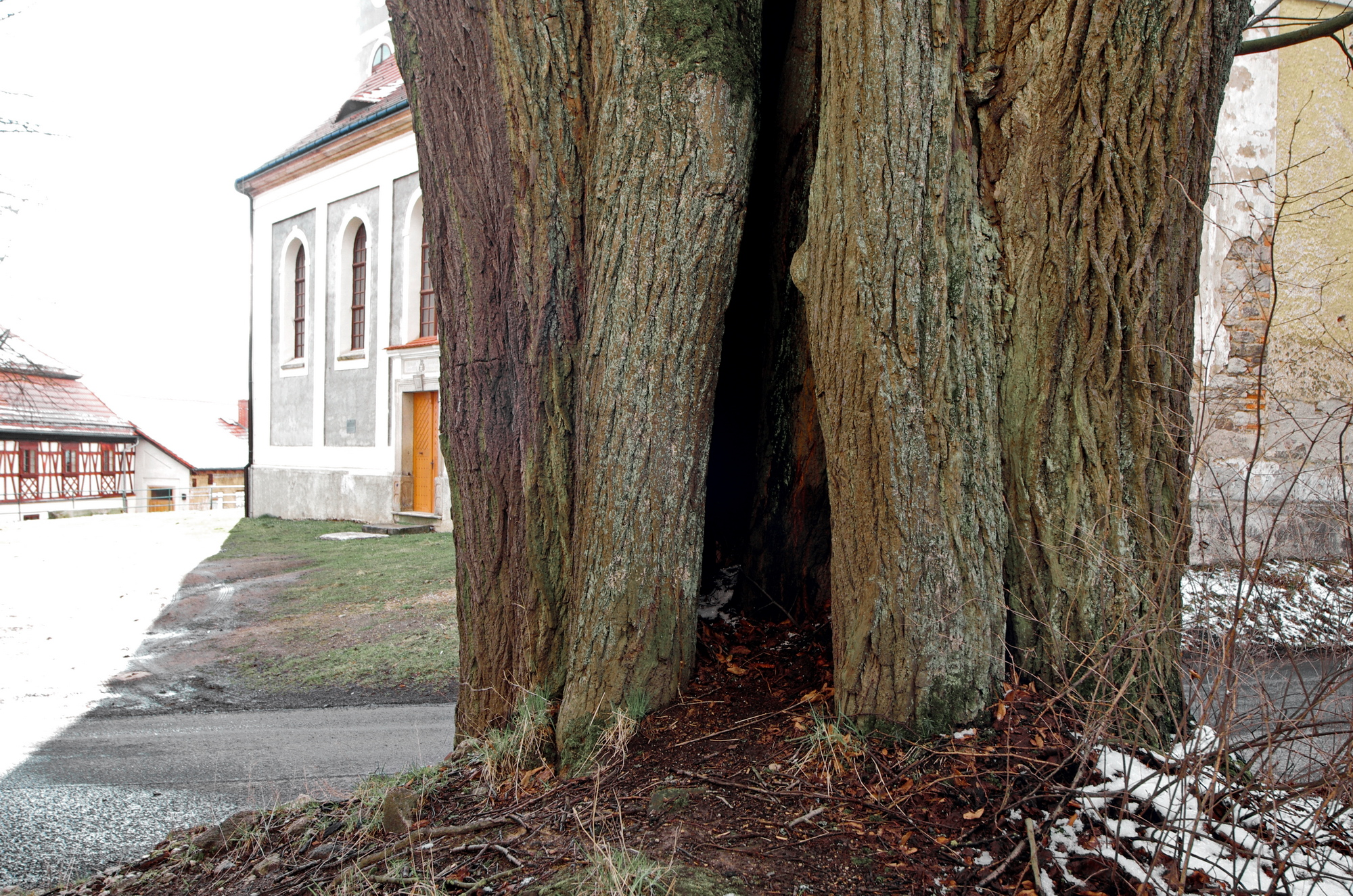
Detail kmene - duben 2015

Lípa u kostela je památný strom v Kostelní Bříze v okrese Sokolov v Karlovarském kraji v severozápadní části CHKO Slavkovský les. Lípa se nachází naproti kostelu, přímo u silnice na výjezdu z obce. Mohutná dutá lípa s vysoko nasazenou korunou, roste v nadmořské výšce 610 m. Jedná se o mohutnou dutou lípu s vysoko nasazenou korunou. Je nápadná zploštělým, podélně rozbrázděným kmenem. Prostorná dutina byla konzervována a lze do ní nahlédnout úzkým otvorem, který se zezadu kmene rozevírá jako lusk.
Koruna stromu sahá do výšky 28 m, obvod kmene měří 599 cm (měření 2010). Chráněna je od roku 1984 jako strom významný stářím a vzrůstem, historicky důležitý strom a krajinná dominanta.

## Stromy v okolí
- Lípy u Vondrů
- Lípa v Kostelní Bříze
- Kleny v Kostelní Bříze
- Sekvoj v Kostelní Bříze
- Lípa v Arnoltově
- Bambasův dub
- Pastýřský buk